# Клуоні / Врангеля – св. Іллі / Глейшер-Бей / Татшеншини-Алсек
Парки і резервати Клуоні, Врангеля-св. Іллі, Глейшер-Бей, Татшеншіні-Алсек (англ. Kluane/Wrangell-St. Elias/Glacier Bay/Tatshenshini-Alsek) — міжнародна система парків, що розташовані у Британській Колумбії Канади і штаті Аляска США.

## Загальний опис
Система занесена до списку Світової спадщини ЮНЕСКО в 1979 році через вражаючі льодовики і ландшафт крижаних полів, а також через важливість як місцеперебування ведмедів грізлі, північних оленів, баранів Далля. Загальна площа парків і резерватів більше 32 000 000 акрів.

## Система парків
Міжнародна система включає в себе парки, розташовані в двох країнах і трьох адміністративних районах:
- Національний парк Клуейн (Канада)
- Національний парк і резерват Врангеля – св. Іллі (США)
- Національний парк і резерват Глейшер-Бей (США)
- Провінційний парк Татшеншині-Алсек (парк провінції, Британська Колумбія, Канада)